# Asura rubrimargo
Asura rubrimargo là một loài bướm đêm thuộc phân họ Arctiinae, họ Erebidae.